# Franz Pohl (Botaniker)
Franz Pohl (* 19. Januar 1896 in Böhmisch-Leipa, Österreich-Ungarn; † 8. Oktober 1988 in Sangerhausen) war ein deutscher Botaniker und Hochschullehrer.

## Leben und Wirken
Nach dem Schulbesuch studierte er, promovierte 1920 zum Dr. phil. und habilitierte sich 1928. Von 1919 bis 1945 war er zunächst als wissenschaftlicher Hilfsassistent, ab 1920 als wissenschaftlicher  Assistent und nach seiner Habilitierung als 1928 Privatdozent und ab 1941 als außerplanmäßiger Professor für Botanik an der Deutschen Universität Prag tätig. Nach seiner Vertreibung aus der wiedergegründeten Tschechoslowakei lebte er einige Zeit in Jerichow und wurde 1949 Professor für Systematische Botanik und Pharmakognosie am Botanischen Institut und Botanischen Garten an der Universität Rostock. Im Alter von 65 Jahren wurde Pohl 1961 emeritiert. Er zog nach Riestedt bei Sangerhausen. 
Von 1925 bis 1938 war Pohl Mitglied der Ortsgruppe Prag der Deutschen sozialdemokratischen Arbeiterpartei in der Tschechoslowakischen Republik.

## Schriften und Projekte (Auswahl)
- Der Einfluss der einzelnen Nadeljahrgänge auf den Dickenzuwachs. Versuche über die Samenkeimung forstlicher Heilpflanzen. Prag 1942.
- Die Entwaldung und die Grundlagen für eine standortgemäße Aufforstung in der Umgebung von Prag. Prag 1942.
- Kartierung forstlich wichtiger und anderer Pflanzen der Sudetenländer. Versuche über die Samenkeimung forstlicher Heilpflanzen. Prag 1943.
- Über den Bestäubungshaushalt des Wiesenstorchschnabels. 1957.